# Horst Paulmann Kemna

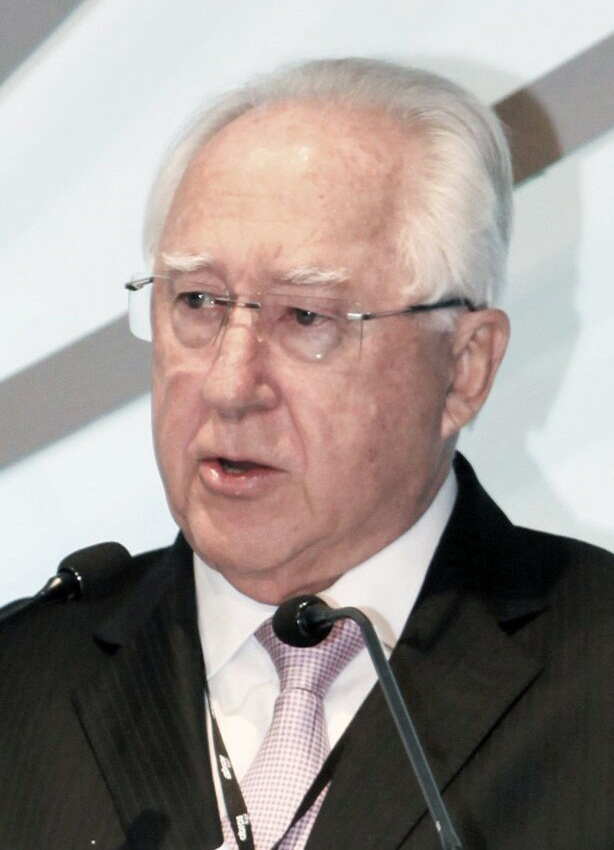
Horst Paulmann Kemna, 2014

Horst Paulmann Kemna (* 22. März 1935 in Kassel; † 11. März 2025) war ein deutsch-chilenischer Unternehmer. Er war Gründer von Cencosud, einem Einzelhandelsunternehmen in Südamerika.

## Biografie

### Herkunft
Horst Paulmann war ein Sohn des SS-Obersturmbannführers und SS-Richters Werner Paulmann. Dieser entzog sich den Nürnberger Prozessen 1946 durch Flucht nach Argentinien. Nachdem Horst Paulmanns Mutter mit ihren sieben Kindern ihrem Mann 1948 nach Argentinien gefolgt war, zog die Familie 1950 nach Chile um. 1960 informierte die nach Deutschland zurückgekehrte Tochter die deutschen Justizbehörden auf Anfrage, dass ihr Vater 1958 in Santiago de Chile verstorben sei.

### Berufliche Karriere
Im Alter von 13 Jahren arbeitete Paulmann als Telefonist in Buenos Aires. Später stellte er Holzspielzeug her. Nachdem die Familie Argentinien verlassen hatte, ließ sie sich in Temuco nieder und erwarb 1952 das Restaurant Las Brisas, das später in ein Feinkostgeschäft umgewandelt wurde. Nach dem Tod des Vaters 1958 bauten Horst und sein Bruder Jürgen Paulmann mehrere Supermärkte auf. Im Jahr 1976 trennten sich die beiden Brüder geschäftlich. Während Jürgen Paulmann die Las-Brisas-Märkte zu einer Supermarktkette ausbaute, gründete Horst Paulmann die Hypermärkte der Marke Jumbo.
Seit 1978 firmieren die Supermärkte von Horst Paulmann Kemna unter der Holding Cencosud. 2004 übernahm Horst Paulmann die Las Brisas-Kette. 2021 übergab er den Vorstandsvorsitz an seine Tochter Heike Paulmann Koepfer. 2023 folgte ihr der Brasilianer Julio Moura, seit 2011 Vorstandsmitglied.
Bis 2022 wurden unter seiner Leitung 998 Supermärkte, 113 Baumärkte, 49 Kaufhäuser und 67 Einkaufszentren in Argentinien, Brasilien, Peru und Kolumbien eröffnet. Im April 2022 zog sich Paulmann aus dem Vorstand von Cencosud gänzlich zurück.
Laut der im März 2023 veröffentlichten Ausgabe des Forbes Magazines war Paulmann Kemna mit einem geschätzten Vermögen von 4 Milliarden US-Dollar die zweitreichste Person in Chile und stand zugleich auf Platz 79 weltweit.
Er starb im März 2025, kurz vor seinem 90. Geburtstag, in Deutschland.

## Privates
Paulmann Kemna lebte in Santiago, war verwitwet und hatte vier Kinder, von denen drei, Manfred, Heike und Peter, Mitglieder des Aufsichtsrates der Cencosud sind. Die Tochter Heike Paulmann Koepfer leitete von 2021 bis 2023 das Unternehmen.
Sein Bruder Rüdiger Paulmann ist der Gründer der Paulmann Licht GmbH, sein Bruder Jürgen Paulmann war Gründer der Fluggesellschaft Sky Airline.

## Gran Torre Santiago
2014 wurde Paulmanns 300 Meter hohes Gebäude Gran Torre Santiago im zentrumsnahen Stadtviertel Providencia von Santiago fertiggestellt und eröffnet. Seit 2015 können Besucher die Aussichtsplattform Sky Costanera besichtigen. Der Turm hat 64 Stockwerke. Das von dem Architekten César Pelli und dem chilenischen Büro Alemparte, Barreda y Asociados geplante Gebäude ist Teil des Komplexes Costanera Center.

## Auszeichnungen und Ehrungen

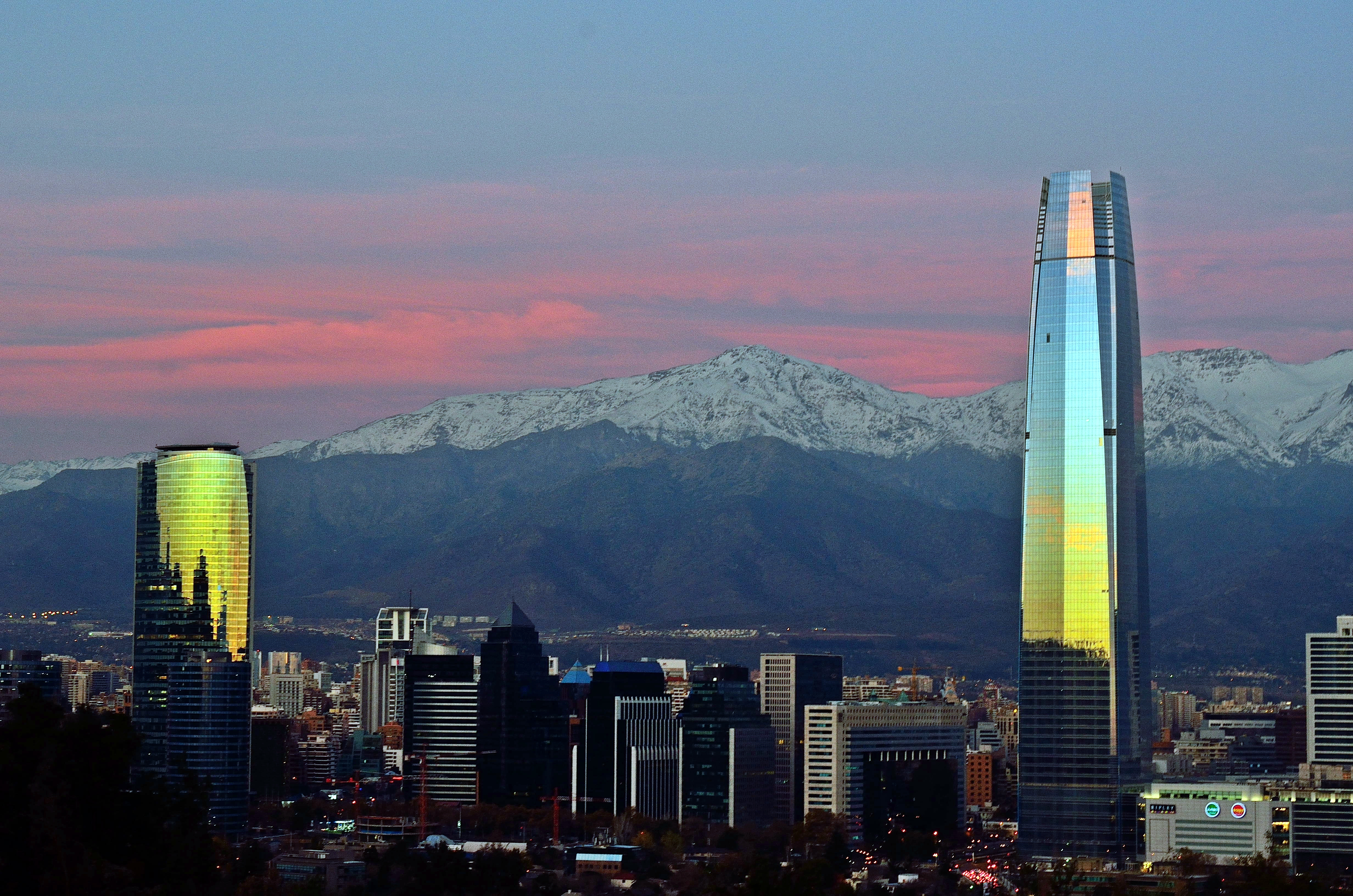
Costanera Center mit der Gran Torre Santiago

- Unternehmer des Jahres Diario Financiero (2012)[24]
- World Entrepreneur of the Year 2012 verliehen durch Ernst & Young (2012)[25]
- Premio Konex, Empresarios del Comercio y de los Servicios (2008)[26]
- Socio del Año, Cámara Chileno-Alemana de Comercio e Industria (2007)
- Premio Extensión Universitaria, Universidad Mayor (2006)[27]
- Chilenische Staatsbürgerschaft ehrenhalber (2005)[28]
- Premio ICARE, Unternehmer des Jahres (2005)[29]
- Premio ASA Salvador D’Anna als bester Unternehmer im Bereich Retail – Argentinien (2005)[26]
- Verleihung des Orden de Mayo im Rang eines Komtur – Argentinien (2004)[26]
- Premio Diego Portales, Hervorragender Unternehmer (2004)[30]

## Kritik
Obwohl 2012 die Vergangenheit seines Vaters durch das Online-Portal El Mostrador aufgedeckt worden war, äußerte sich Horst Paulmann nie zu dem Sachverhalt. Anlässlich einer Festschrift zur Verleihung der chilenischen Ehrenstaatsbürgerschaft im chilenischen Kongress im Jahre 2006 hieß es hingegen, Werner Paulmann sei ein einfacher Wehrmachts-Angehöriger und Jurist gewesen und über Italien mit Hilfe des Roten Kreuzes nach Argentinien geflohen, da er ansonsten in Kriegsgefangenschaft geraten wäre.
Paulmann Kemna steht aufgrund angeblicher Verbindungen zur deutschen Sektensiedlung und Folterstätte Colonia Dignidad in der Kritik. So wurden auch Waren, die in der Colonia Dignidad hergestellt wurden, in Cencosud-Geschäften verkauft und durch dort gedrehte Videos beworben.
Außerdem soll er ein Bewunderer des chilenischen Diktators Augusto Pinochet gewesen sein. Eine im Februar 2012 geplante Veranstaltung des Kasseler Lions Club, auf der Paulmann Kemna eine Gastrede halten sollte, wurde aufgrund zahlreicher Proteste gegen Paulmann Kemna kurzfristig abgesagt.
Cencosud zahlt seinen Angestellten seit Jahrzehnten nur den Mindestlohn und ist bekannt dafür, dass es seine Mitarbeiter bespitzelt und rigoros gegen Fehlverhalten der Belegschaft wie Kleinstdiebstähle oder Benutzung von Unternehmenseigentum vorgeht und dabei Verhaftungen billigt. Ebenso sind konjunkturelle Massenentlassungen üblich.